# Henry-Dunant-Medaille
Die Henry-Dunant-Medaille ist eine Auszeichnung der Internationalen Rotkreuz- und Rothalbmond-Bewegung. Sie wird an Mitglieder der Bewegung verliehen für besondere Verdienste von internationaler Bedeutung im Dienste des Roten Kreuzes oder des Roten Halbmondes. Hierzu zählen ein langjähriger außergewöhnlicher Einsatz für die Bewegung sowie Einzelhandlungen von herausragender Einsatzbereitschaft und Tapferkeit unter schwierigen Bedingungen, die mit einem hohen persönlichen Risiko für das eigene Leben, die Gesundheit oder die persönliche Freiheit verbunden waren.
Die Auswahl der Empfänger erfolgt entsprechend den Statuten der Rotkreuz- und Rothalbmond-Bewegung durch die Ständige Kommission als deren oberstes Organ. Die Medaille wird im Rahmen der Internationalen Rotkreuz-Konferenzen beziehungsweise der Generalversammlungen der Internationalen Föderation der Rotkreuz- und Rothalbmond-Gesellschaften verliehen. Eine posthume Verleihung an verstorbene Mitglieder der Bewegung ist möglich, soll jedoch die Ausnahme bleiben. Die Vergabe erfolgt alle zwei Jahre und in der Regel an nicht mehr als fünf Empfänger.
Die Medaille ist benannt nach Henry Dunant, dem Begründer der Internationalen Rotkreuz- und Rothalbmond-Bewegung. Sie besteht aus einem roten Kreuz mit einem geprägten Profilbild von Henry Dunant an einem grünen Band und beruht auf einem Vorschlag, der vom Delegiertenrat der Bewegung auf einer Tagung im Jahr 1963 angenommen wurde. Mit Unterstützung des Australischen Roten Kreuzes wurde die Medaille zwei Jahre später während der Internationalen Rotkreuz-Konferenz in Wien offiziell etabliert. Die erstmalige Verleihung erfolgte vier Jahre später während der Rotkreuz-Konferenz in Istanbul. 

## Verleihung an Ehrenamtliche
Die Rotkreuz-Organisationen jedes Landes definieren, wer zu den Empfängern einer Henry-Dunant-Medaille gehört. 

### International
Nach dem Seebeben im Indischen Ozean 2004 wurden im November 2005 durch eine symbolische Vergabe an vier Vertreter der nationalen Rotkreuz-Gesellschaften der Länder Indien, Indonesien, Sri Lanka und Thailand alle Freiwilligen dieser Gesellschaften ausgezeichnet. 

### Schweiz
In der Schweiz werden goldene und silberne Henry-Dunant-Medaillen verliehen, was in einem internen Reglement des SRK geregelt ist.

#### Silberne Henry-Dunant-Medaille
In der Schweiz wird die silberne Henry-Dunant-Medaille an Frauen nach 100 Blutspenden verliehen, und an Männer nach 150. Auf Antrag erhält man die Medaille nach 25 Jahren regelmäßiger Tätigkeit in einem Samariterverein, oder nach 15 Jahren Aktivität als Leiter, Ausbilder, Vorstand oder Vereinsarzt eines Samaritervereines. Andere Rotkreuzorganisationen kennen ähnliche Kriterien.